# 大井子
大井子（おおいこ、生没年不詳）は、平安時代後期の強力を誇る女性。鎌倉時代に編纂された説話集「古今著聞集」に記載が有る。近江国高島郡の人で、その地名から高島大井子とも称される。

## 伝承
以下、古今著聞集巻第十・相撲强力第十五「佐伯氏强力の女大井子に遭ふ事幷びに大井子水論して力を顯す事」による。

### 佐伯氏强力の女大井子に遭ふ事
越前国の佐伯氏長という者が初めて相撲節会に召された時の事、都で開かれる節会に参加するべく近江国高島郡石橋を過ぎようとしたところ、川の水を桶に汲んで頭上に載せて運んでいる美しい女に出会った。氏長はこの女を見初めたので放っておく気がせず、馬から降りて桶を支えている女の腕に手を差し伸ばした。女は笑い声をあげてそのままにしていたので氏長は一層愛しくなって女の腕をしっかりと握ったが、その時に女は桶から片方の手を外して氏長の手を脇に挟んだ。氏長は趣きが深いと思ったが、女は少し時間が経っても氏長の手を脇に挟んだままであった。氏長が手を引き抜こうとしても女が強く挟むので全く引き抜くこともできず、力及ばずおめおめと女の家に連れてこられた。
家に着くと女は脇から氏長の手を放して笑い声をあげ、「それにしてもあなたは何者ですか。何故この様なことをなさるのですか。」と尋ねた。氏長は「我は越前国の者である。国々から力強き者が召される相撲の節が開かれるのでそれに参加するところだ。」と答えた。女は頷いて「危ないことでございます。王城は広いので世に優れた大力を持つ者も参るでしょう。あなたも全く取るに足らないわけではないけれども、それほどの大事にそぐなう器量では有りません。こうしてお目にかかったのも前世の御縁でしょう。節の開催まで日数が有るのであれば、ここに三七日（二十一日）逗留してくださいな。力が付く様、養って差し上げましょう。」と申し出たので、開催まで日数も有り氏長はここに留まることとなった。女はその日の夜から強飯の量を多くして氏長に食わせた。最初は女の握ったその飯を食い割ることは出来なかった。初めの7日間は全く食い割れずに過ぎ、次の7日間は次第に食い割れるようになり、最終日には見事に平らげた。この様に女は逗留中の氏長をとても労りつつ養って力を付けさせ、「さあ都へ上ってください。こうなればなんとかなるでしょう。」と告げて都へ上らせた。古今著聞集では「これは非常に珍しいことである。」と結ばれている。

### 大井子水論して力を顯す事

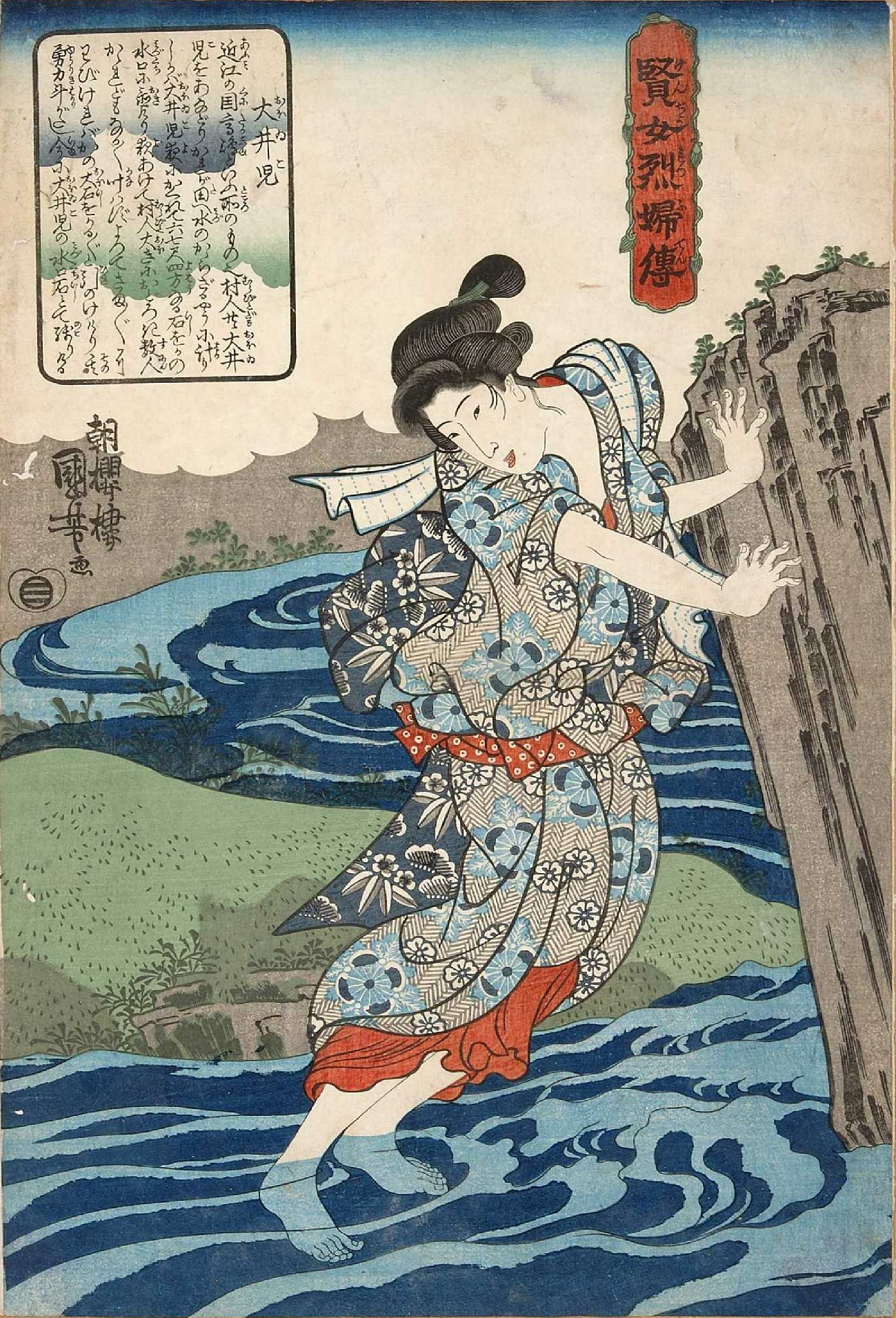
朝櫻樓國芳画「賢女烈婦傳 大井児」

氏長を鍛えたこの女は高島の大井子という。大井子は田なども多く持っていた。ある時のこと、田に水を引く頃に村人が争いになり水を巡って論じ有った末、大井子の田には水が引かれない様にされたことが有った。大井子は夜中に忍んで6、7尺程の大きさの石を何処からか持ってきて、水口へこれを横向きに置いて他人の田へ流れていた水を自分の田へ流れるようにした。大井子の田はこれにより潤った。朝になって村人はその様子を見て驚くとともにあきれ返った。石を退かそうとすれば村人100人の力をもってしても難しく、その様なことをすれば田は踏み荒らされてしまう。村人はどうしたものだろうと考えた末、諦めて「今後はあなたの思いのままに田に水を引くのでこの石を退かして欲しい。」と言ったので、大井子は「そうでしょう。」と答えて再び夜中を待って石を退かした。その後は水の争いや田が干上がることも無くなった。これが大井子が初めてその力を発揮した時である。「この石は大井子の水口石としてかの郡に未だ有る。」と記されている。

## その他

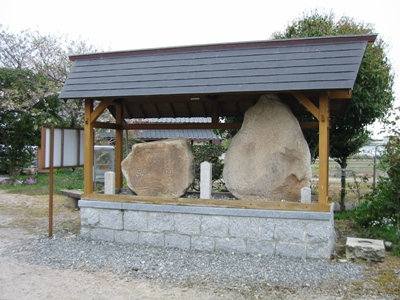
水口石（右）と神代石

高島市安曇川町三尾里に鎮座する安閑神社境内には「大井子の水口石」として伝えられた石が神代石と共に祀られており、近隣住人から信仰の対象として大切に扱われている。
大井子は江戸期から明治期にかけて浮世絵の画題としても用いられ、葛飾北斎、歌川国芳、月岡芳年といった浮世絵師によって描かれた。また菊池寛は「大力物語」の中で、古今著聞集から大井子の説話を取り上げて書き下ろしている。

### 註釈

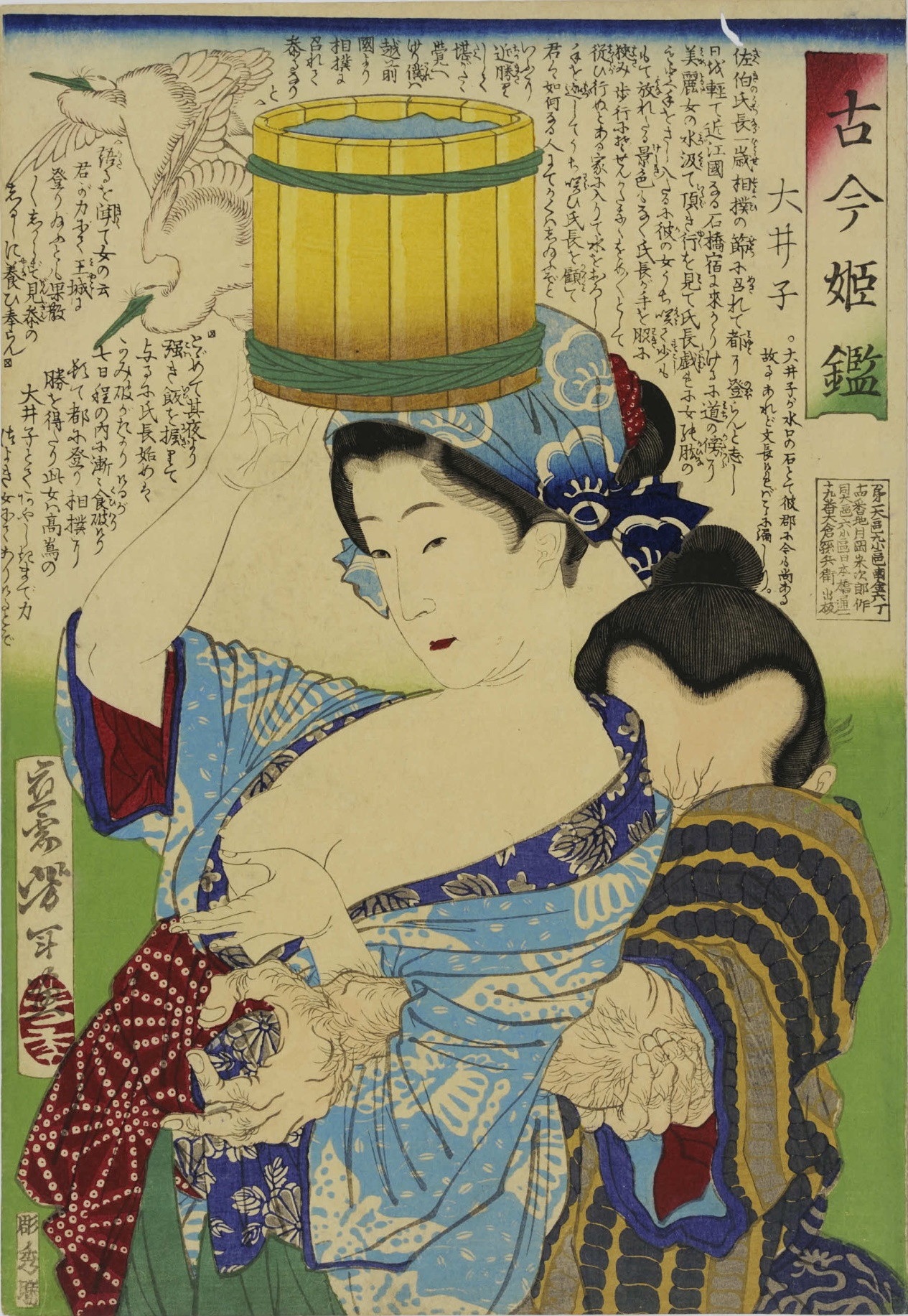
應需芳年画「古今姫鑑 大井子」

1. ↑  大井子の読みは「おいね」とするものも有るが[1]、古今著聞集では「おほゐこ」と記されており[2]、本稿ではそれに従った。
2. ↑  大井子の生没年は不詳であるが、古今著聞集では全ての説話が各事項の年代順に配列されている。古今著聞集の前段には鳥羽院の御代に活躍した小熊権守伊遠に関する記述が有り（十訓抄より抄録）、大井子もその頃（12世紀前半頃）の人物と推定される[3][4][5]。
3. ↑  現在の滋賀県高島市安曇川町に当たる[6]。
4. ↑  「大井子」は「中の子」や「三の子」などに対して長女の意として用いられる呼称である[8]。
5. ↑  古今著聞集には大井子が多数の田を有していた理由は述べられていないが、律令体制の下に国家から膂力婦女田（りょりょくふじょでん）として大井子の家系に与えられたとする説も有る[9][10]。